# Parafia św. Maksymiliana we Włocławku
Parafia Świętego Maksymiliana we Włocławku – rzymskokatolicka parafia we Włocławku, należąca do diecezji włocławskiej i dekanatu włocławskiego II. Powołana w 1983 r. przez księdza biskupa Jana Zarębę. Obsługiwana przez księży diecezjalnych.

## Duszpasterze
- proboszcz: ks. kan. dr Lesław Politowski (od 1998)
- wikariusz: ks. Jan Tomczyk (od 2024)
- wikariusz: ks. Damian Sochacki (od 2024)

## Kościoły
- kościół parafialny: Kościół św. Maksymiliana we Włocławku

## Architektura kościoła
Kościół parafialny według zamierzenia architektów miał przypominać "płynącą barkę". Przy wejściu do kościoła, w centralnym punkcie, z bryły świątyni wyrasta monumentalna wieża zbudowana na planie półkola, na której zawieszone są trzy dzwony. Wewnątrz kościoła, w centrum prezbiterium, w cementowej "rynnie" zbudowanej na planie półkola i wyłożonej "złotą" mozaiką umieszczony jest krzyż z wizerunkiem konającego Jezusa i napisem INRI przechodzący u góry w postać czerwonego dysku zakończonego rozchodzącymi się na wszelkie strony promieniami światła, w którym znajduje się biały gołąb, czyli Duch Święty. Zza dysku wyjawia się postać Boga Ojca w pomarańczowej szacie, który rozkłada ręce na znak błogosławieństwa. Na głowie Boga Ojca umieszczony jest złoty trójkąt – symbol Opatrzności Bożej.
Po obu stronach prezbiterium znajduje się wielopoziomowa mozaika. Na samym jej dole znajduje się raj, w którym (po lewej stronie) znajdują się Adam i Ewa. Po prawej stronie prezbiterium w okrągłym uwypukleniu znajduje się tabernakulum otoczone "złotą" mozaiką. Nad tabernakulum umieszczony jest wizerunek Baranka. Na drugim planie (poziomie) mozaiki w prezbiterium przedstawiona jest rzeka. Na trzecim planie, po obu stronach krzyża i rynny znajdują się sylwetki świętych, na lewo od krzyża są to (wymienieni od lewej do prawej): św. Jacek, św. Kazimierz Królewicz, św. Jadwiga Królowa, św. Faustyna, św. Stanisław Biskup, św. Maksymilian. Na prawo od krzyża można ujrzeć św. Wojciecha, św. Andrzeja Bobolę, św. Jadwigę Śląską, św. Stanisława Kostkę, św. Urszulę Ledóchowską i św. Alberta Chmielowskiego. Na czwartym planie widać mury z wieloma basztami, są to mury Królestwa Bożego, poniżej nich, czyli jeszcze w świecie doczesnym, przedstawione są zabudowania – domy Nowej Jerozolimy.
Prezbiterium także jest wykonane na planie półkola. W obu przednich narożnikach łączących prezbiterium i ściany boczne znajdują się rzeźby Świętego Piotra. Po prawej stronie od prezbiterium znajduje się oszklone (witraże) wejście do kaplicy, w której znajdują się stara ambona i stary ołtarz. Nad wejściem do kaplicy umieszczona jest w ceglanym łuku na tle "złotej" mozaiki replika Madonny Jasnogórskiej. Na prawo od niej znajduje się podświetlany witraż przedstawiający wizerunek świętego męczennika. Po lewej stronie od prezbiterium na poziomie wejścia do kaplicy znajduje się replika obrazu "Jezu, Ufam Tobie" i portret Jana Pawła II, obraz pędzla jednego z ministrantów – Daniela Pawłowskiego, umieszczony jako wotum wdzięczności za beatyfikację papieża Polaka. Poniżej obrazu wmurowane są relikwie św. Maksymiliana. Na lewo od niego znajduje się podświetlany witraż przedstawiający św. Maksymiliana. Na ścianach kościoła znajduje się czternaście stacji drogi krzyżowej wyrzeźbionych w drewnie. Mensa ołtarzowa wykonana jest z kamienia szlachetnego (prawdopodobnie czerwony marmur), podstawa ołtarza przedstawia Ostatnią Wieczerzę. Natomiast podstawa ambony, która wykonana jest w tym samym stylu, przedstawia czterech ewangelistów.

## Organy

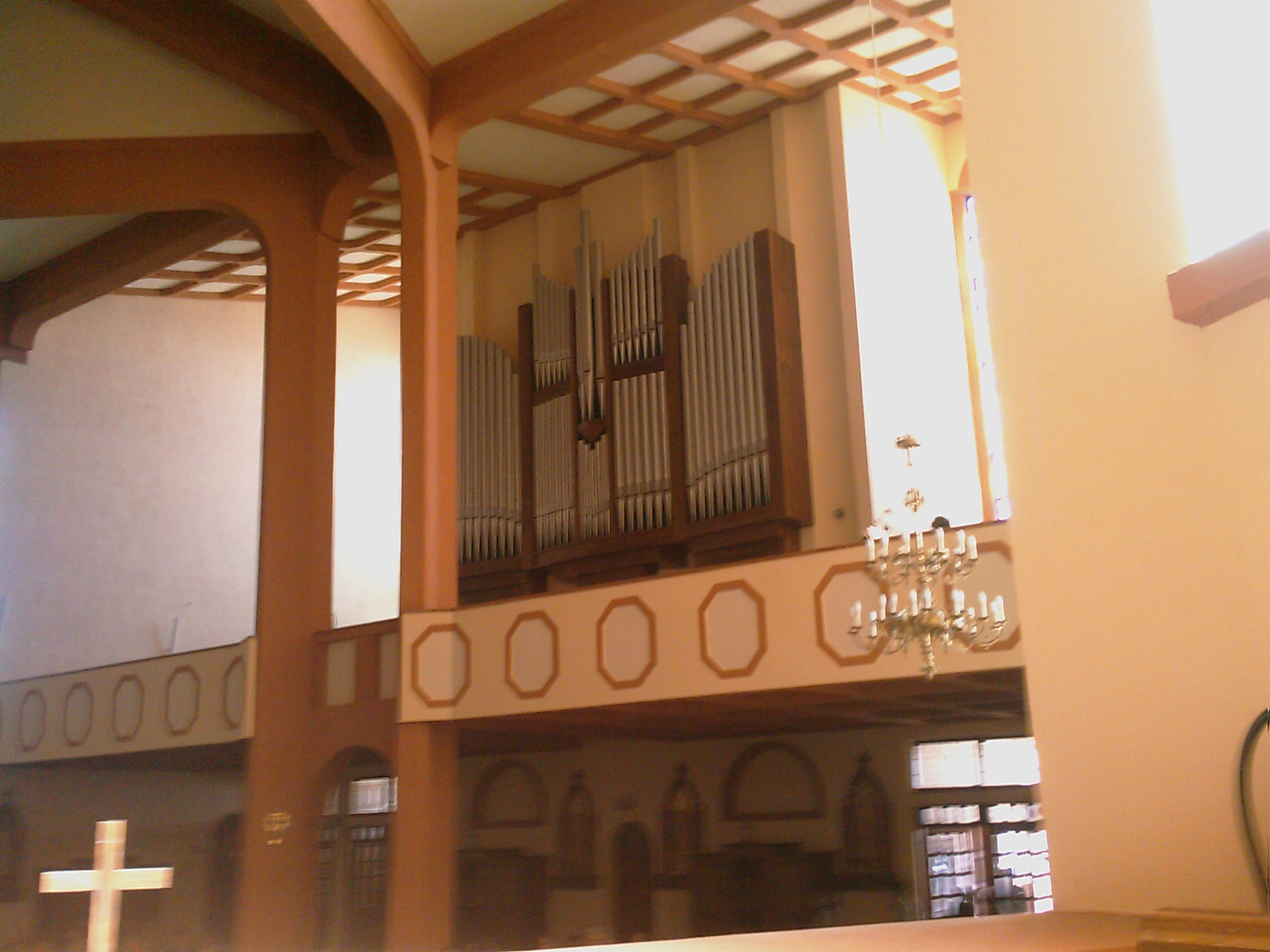
Nowe organy przed mszą w dniu 5 września 2010 r.

W połowie lat dziewięćdziesiątych parafia zakupiła używane organy elektryczne. W sierpniu 2010 r. zakupiono wykonany w nowoczesnym stylu prospekt imitujący organy piszczałkowe i umieszczono go na balkonie nad wejściem.

## Relikwie św. Maksymiliana Marii Kolbe
W kościele znajdują się relikwie św. Maksymiliana Marii Kolbe. W czasie rekolekcji adwentowych w dniach 14-16 grudnia 2007 roku zostały one przekazane przez o. Stanisława Piętkę, następcę św. Maksymiliana na stanowisku gwardiana klasztoru w Niepokalanowie. Umieszczone w relikwiarzu włosy z brody św. Maksymiliana pochodzą z podstrzyżyn z 6 września 1939 r., kiedy to Niemcy zarządzili, aby wszyscy zgolili brody w celu wykonania zdjęć do dokumentu tożsamości tzw. Kennkarte.